# Screencast
Uno screencast è una registrazione digitale dell'output dello schermo. Come uno screenshot è un'istantanea del monitor dell'utente, lo screencast è un insieme di fotogrammi, registrato in un video, di ciò che l'utente visualizza sul proprio monitor. Sebbene il termine risalga al 1994, software come Lotus ScreenCam venivano usati prima di tale data.
Normalmente lo screencast è accompagnato dalla voce di chi effettua la dimostrazione con le spiegazioni di quello che si vede a video. Talvolta è inclusa anche una finestra con il volto del "presentatore" e talvolta una colonna sonora.

## Usi
Lo screencast può essere utilizzato nel mostrare ed insegnare l'uso di alcune funzioni di un software. Creare uno screencast aiuta gli sviluppatori di software a mostrare i loro lavori. Gli educatori possono anche usare screencasts come altro metodo per integrare la tecnologia nel curriculum. Gli studenti possono registrare video e audio così da mostrare la procedura corretta per risolvere un problema su una lavagna interattiva.
Gli organizzatori di seminari possono scegliere di registrare regolarmente seminari completi e metterli a disposizione di tutti i partecipanti per consultazioni future e/o vendere queste registrazioni a persone che non possono permettersi il costo del seminario dal vivo o non hanno il tempo di partecipare ad esso. Questo genererà un'addizionale flusso di entrate economiche per gli organizzatori e mette la conoscenza a disposizione di un pubblico più vasto.
La strategia di registrare seminari è già ampiamente usata nei campi in cui l'utilizzo di una videocamera semplice o di un registratore audio è sufficiente per effettuare una registrazione utile di un seminario.

## Software
Il software riveste un ruolo importantissimo: più è facile e meglio verranno realizzati gli screencast.
Ne esistono di gratuiti e a pagamento.
La fase di editing viene effettuata con diversi software, sia gratuiti che a pagamento.
Tra quelli gratuiti:
- CamStudio
- Jing
- OBS Studio

Tra quelli a pagamento:
- Camtasia studio (win e mac)
- Faststone
- Ishow (mac)

Per l'editing video si possono usare i comuni programmi (iMovie, Movie Maker)